# Daxing'anling (Heilongjiang)
Daxing'anling is de noordelijkste prefectuur in de provincie Heilongjiang, Volksrepubliek China. Het is het meest noordelijke stukje China en is omgeven door Siberië. De gemiddelde jaartemperatuur is -9,1 ℃.